# کریزی جین
کرِیزی جِین (به انگلیسی: Crazy Jane) یک شخصیت خیالی در کتاب‌های کامیک آمریکایی منتشر شده توسط دی‌سی کامیکس است، که به عنوان یکی از اعضاء تیم ابرقهرمانی دوم پاترول به‌شمار می‌رود. شخصیت کریزی جین توسط نویسنده گرانت موریسون و طراح ریچارد کیس خلق شده‌است؛ که برای نخستین بار در شمارهٔ ۱۹ از دومین جلد مجموعه دوم پاترول (فوریه ۱۹۸۹) حضور پیدا کرد. جین موریس عنوان خود دیگر غالب کی چلیس است، که از اختلال تجزیه هویت رنج می‌برد. او به سبب در معرض قرار گرفتن «بمب ژنتیکی» نژادی زیست فرازمینی تحت نام دامینیتور، دارای ۶۴ شخصیت جداگانه شد که هر یک از آن‌ها از قدرت‌های ابرانسانی متفاوتی برخوردار است.
دایان گررو در مجموعه تلویزیونی دوم پاترول وظیفه بازی در این نقش را بر عهده دارد. این اولین حضور رسمی این شخصیت در یک اقتباس سینمایی محسوب می‌شود.